# Konak du prince Miloš à Brestovačka Banja
Pour les articles homonymes, voir Konak du prince Miloš.
Le konak du prince Miloš à Brestovačka Banja (en serbe cyrillique : Конак кнеза Милоша у Брестовачкој Бањи ; en serbe latin : Konak kneza Miloša u Brestovačkoj Banji) se trouve à Brestovac, dans la municipalité de Bor et dans le district de Bor, en Serbie. Il est inscrit sur la liste des monuments culturels protégés de la république de Serbie (identifiant no SK 327).